# Trygve Schjøtt
Trygve Schjøtt (Bergen, Hordaland, 5 d'agost de 1882 - Kvinnherad, Hordaland, 18 de desembre de 1960) va ser un regatista noruec que va competir a començaments del segle xx. Era cosí del també regatista Halfdan Schjøtt.
El 1920 va prendre part en els Jocs Olímpics d'Anvers, on va guanyar la medalla d'or en els 10 metres (1919 rating) del programa de vela, a bord del Mosk II.